# غیرممنوعه
غیرممنوعه (انگلیسی: Destricted) یک مجموعه فیلم درام با کارگردانان متفاوت است که در سال ۲۰۰۶ منتشر شد.
این فیلم مرز تلاقی میان «هنر» و «پورنوگرافی» را واکاوی می‌کند و نسخهٔ بریتانیایی آن از ۷ فیلم کوتاه تشکیل شده‌است.